# Xã Mission Creek, Quận Pine, Minnesota
Xã Mission Creek (tiếng Anh: Mission Creek Township) là một xã thuộc quận Pine, tiểu bang Minnesota, Hoa Kỳ. Năm 2010, dân số của xã này là 635 người.